# Харбово
Харбово (пол. Charbowo) — село в Польщі, у гміні Клецько Гнезненського повіту Великопольського воєводства.
Населення — 208 осіб (2011).
У 1975-1998 роках село належало до Познанського воєводства.

## Демографія
Демографічна структура станом на 31 березня 2011 року:
|          | Загалом | Допрацездатний вік | Працездатний вік | Постпрацездатний вік |
| -------- | ------- | ------------------ | ---------------- | -------------------- |
| Чоловіки | 111     | 29                 | 75               | 7                    |
| Жінки    | 97      | 17                 | 58               | 22                   |
| Разом    | 208     | 46                 | 133              | 29                   |